# Molophilus (Molophilus) ozotus
Molophilus (Molophilus) ozotus is een tweevleugelige uit de familie steltmuggen (Limoniidae). De soort komt voor in het Neotropisch gebied.